# Psychoseksuele ontwikkeling volgens Freud
De psychoseksuele ontwikkeling volgens Freud is de beschrijving van de geestelijke ontwikkelingsfasen die de mens vanaf zeer jonge leeftijd volgens De psychiater en psychoanalyticus Sigmund Freud (1856-1939)  doormaakt.
Deze ontwikkeling wordt volgens Freud sterk beïnvloed doordat de geestelijke interacties, niet in de laatste plaats met vader en moeder, voor jongetjes en meisjes verschillend verlopen.

## Orale fase
De orale fase is de eerste fase in de psychoseksuele ontwikkeling en heeft betrekking op de eerste 21 maanden van het leven. In Freuds theorie vormt deze fase de eerste relatie tussen een kind en zijn of haar moeder. De duur van de fase kan verschillen per cultuur.
Tijdens de eerste levensmaanden is een kind vooral geïnteresseerd in het krijgen van voedsel (=levensdrift). De zone van de mond (vooral de tong en de lippen) is de lichaamszone die het meest gevoelig is voor prikkels. Men zegt dat deze zone 'erogeen' is. Aan die zone wordt lust beleefd. Vandaar dat Freud de eerste psychoseksuele ontwikkelingsperiode de orale fase noemde (os,oris = Latijn voor mond).
Genoegen wordt gehaald uit borstvoeding en het verkennen van de omgeving (nieuwe voorwerpen in de mond doen). 
In dit stadium is het Es dominant, omdat het Ich (ego) noch het Über-ich (het geweten) volledig gevormd zijn. De baby heeft dus nog geen besef van zichzelf en alle acties worden geleid door het lustprincipe. Het enige wat telt voor de pasgeborene is onmiddellijke bevrediging. 
Volgens Freud bevat het Es twee aspecten.
Als eerste de eros: de seksimpuls of levensdrift, betekent overleven. Hiertoe behoren behoefte aan slaap, genegenheid en seksualiteit.
Ten slotte de thanatos: de agressiedrift of de doodsdrift. Het houdt onder meer agressie en destructief gedrag tegenover anderen, bijvoorbeeld door te bijten.

## Anale fase
De anale fase is de tweede fase in de psychoseksuele ontwikkeling en duurt van ongeveer 15 maanden tot 3 jaar. Het overlapt dus gedeeltelijk met de orale fase. Rond deze leeftijd (2 jaar, maar dit verschilt ook per cultuur) begint ongeveer de zindelijkheidstraining, wat betekent dat het kind gefascineerd raakt over de erogene zone van de anus. Dit stadium valt samen met het begin van het vermogen om de sluitspier te beheersen, en daarmee ook het vermogen om geschenken te geven of te weigeren.
De anale fase vormt een conflict met het Es, het Ich (ego) en het Über-ich (superego).

## Fallische fase/oedipale fase
De fallische fase is de derde fase in de psychoseksuele ontwikkeling en duurt van ongeveer 3 tot 5 à 6 jaar. De bron van bevrediging is in dit stadium de geslachtsdelen. Dit is niet in de zin van volwassen seksualiteit; het kind is immers fysiek onvolwassen. Kinderen worden zich steeds meer bewust van hun lichaam en zijn nieuwsgierig naar hun lichaam en dat van andere kinderen, en ook dat van hun ouders. Voorbeeld: bij de kinderspelletjes doktertje en moeder&vader wordt naar geslachtdelen gevraagd. Ook voelen kinderen zich vaak aangetrokken tot hun ouders. Hierbij zijn vaak dochters aangetrokken tot de vader en zien moeder als concurrentie en andersom ook met zoon en moeder. Ze trekken dan ook meer naar hun desbetreffende ouder toe. Bij de jongens wordt deze aantrekkingskracht het oedipuscomplex genoemd, bij meisjes wordt ook wel gesproken van het elektracomplex. Bovendien ontdekken meisjes dat zij iets 'tekortkomen'. Het valt hen op dat jongens net dat uitsteekseltje meer hebben, en zij zelf slechts een spleetje hebben. Bijgevolg kan er een jaloezie ontstaan ten opzichte van het andere geslacht, die door Freudianen wordt benoemd als penisnijd.

## Latentiefase
De latentiefase is de vierde fase van de psychoseksuele ontwikkeling die begint rond het 6e levensjaar en duurt tot 11 à 12 jaar.
De interesse van het kind krijgt dan een minder egocentrisch en seksueel karakter. Het is een periode van typisch zakelijke belangstelling en een grote drang van weten.
Als de seksuele nieuwsgierigheid van de vorige fase al te sterk onderdrukt is, bestaat er kans, dat zich deze drang van weten bij het kind niet doorzet. Zijn exploratiedrang en nieuwsgierigheid hebben hem dan in de vorige fase te veel narigheid bezorgd.

## Genitale fase
De genitale fase is de vijfde en laatste fase van de psychoseksuele ontwikkeling die begint rond het 11e à 12e levensjaar en duurt tot de volwassenheid.
De genitale fase volgt de latentiefase op en kan beschreven worden als de ontwikkeling van de geslachtsdrift.
De volgende momenten kunnen in het seksuele rijpingsproces onderscheiden worden (min of meer chronologisch):
Een algemeen zinnelijke prikkelbaarheid en verscherping van de zintuigen die deels eigenaardige subjectieve gebeurtenissen in dromen en dagdromen, deels bijzonder sterke reacties op objectieve zinnelijke prikkels schijnt te veroorzaken. Met deze zinnelijke prikkelbaarheid schijnt de seksuele nieuwsgierigheid ten nauwste verbonden te zijn. 
Er ontstaan specifiek lichamelijke prikkels, die tot onanistische handelingen en bevrediging dwingen. 
Er ontwikkelt zich een onbepaald en vaag verlangen, een gevoel ontwaakt en zoekt dwingend naar een object. 
Uit dat onbepaalde verlangen kristalliseert zich een besliste wil tot overgave, in het begin meestal van zuiver platonische aard. Het object van deze wil is vaak een onbekende en ver verwijderde persoonlijkheid van willekeurige leeftijd en geslacht, jegens wie de overgave innerlijk, vaak zonder enige uiterlijke toenadering, wordt voltrokken. 
Er worden fysieke toenaderingspogingen jegens een bereikbare partner op speelse wijze gedaan, waarbij deze partner zelden dezelfde is als degene op wie de wens tot overgave gericht is. 
Seksueel verkeer wordt beproefd of nagestreefd. 
De psychische gemeenschap van belangen, levenshoudingen en gemeenschappelijk begrijpen met de partner wordt gewenst en nagestreefd.

## Overgangen
Bij alle faseovergangen is er de vraag of zo'n overgang geleidelijk verloopt of plotseling. Dit verschil wordt ook wel aangeduid met continuïteit tegenover discontinuïteit in de ontwikkeling. Het zou kunnen zijn dat een kind of volwassene onder invloed van buitengewone omstandigheden (oorlog, ziekte, emigratie) opeens een versnelling in zijn of haar ontwikkeling doormaakt, waardoor het plotseling van het ene in het volgende stadium terechtkomt. Hoe dit ook zij, in verreweg de meeste gevallen zal een ontwikkeling zo geleidelijk gaan dat men het moment van overgang niet aan kan wijzen, en ook niet met wetenschappelijke methoden kan vastleggen.
Een belangrijke vraag is of een mens in zijn of haar psychische ontwikkeling een voorbije fase geheel achter zich kan laten, of dat altijd, onder bepaalde omstandigheden, een gedragspatroon uit een vroegere fase weer de overhand kan krijgen. Denk bijvoorbeeld aan volwassenen die zich op vakanties als jongeren gaan gedragen of aan dementerende ouderen die zich weer gaan gedragen als kinderen.